# 루트비히 요르크 폰 바텐부르크 백작
요한 다비트 루트비히 요르크 폰 바텐부르크 백작(독일어: Johann David Ludwig Graf Yorck von Wartenburg: 1759년 9월 26일-1830년 10월 4일)은 프로이센 왕국의 육군원수로 제6차 대프랑스 동맹 당시 프랑스의 동맹국이었던 프로이센을 러시아 제국의 동맹국으로 만드는데 기여했다. 그는 1812년 러시아 원정에서 프로이센의 구원군을 이끌었다. 1812년 12월 30일, 그는 프로이센 국왕이었던 프리드리히 빌헬름 3세의 허락 없이 러시아 제국의 한스 카를 폰 디에비치와 토로겐 조약에 서명했다. 1813년 2월 5일에는 쾨니히스부르크에서 나폴레옹에 대한 민중 봉기를 이끌었으며, 이후 라이프치히 전투에서 프랑스군을 물리쳤다.

## 같이 보기
- 베를린 요르크슈트라세역